# Lyravine Votaw
Lyravine Votaw (Cleveland, 28 décembre 1874 - Elgin, 4 avril 1958) est une chanteuse et professeure de musique américaine.

## Biographie
Elle est diplômée de l’American Conservatory of Music de Chicago, avec une spécialisation en enseignement et en chant.

## Carrière musicale
Dotée d’une voix de contralto et chanteuse d’église, elle enseigne la musique à Chicago,. Elle est directrice du département de musique du Bush Conservatory of Music,. Elle donne également des cours aux professeurs de musique des écoles publiques et enseigne dans différents établissememts : le Shimer College, l’Université North Park,, et le Dearborn School of Lyceum Arts.
Elle a contribué à la revue The Supervisors Service Bulletin, destiné aux professeurs de musique dans les écoles, ainsi que pour le Musicians' Magazine. Elle a également arrangé et composé de la musique pour un usage scolaire.
Elle a été une membre active des Filles de la révolution américaine et de l’American Association of University Women.